# سمير قفعيتي
سمير حنا قفعيتي (وُلِدَ في 21 سبتمبر 1933 – تُوفي في 21 أغسطس 2015) هو أسقف القدس الأنجليكاني الثاني عشر، وتضم أسقفية القدس الأنجليكانية كل من فلسطين وإسرائيل والأردن وسوريا ولبنان وسائر المنطقة.

## نشأته
وُلِدَ سمير حنا قفعيتي في مدينة حيفا الفلسطينية بتاريخ 21 سبتمبر 1933.

## توليه رئاسة أسقفية القدس الأنجليكانية
في عام 1982 تم تكريسه مساعدًا لأسقف القدس الأنجليكاني فائق حداد، وفي عام 1984 تولى قفعيتي رئاسة الأسقفية خلفًا للأسقف فائق حداد الذي كان أول أسقف عربي، وبذلك يكون الأسقف سمير قفعيتي ثاني عربي يتولى رئاسة أسقفية القدس الأنجليكانية في التاريخ، وقد استمر المطران قفعيتي في ذلك حتى عام 1997. وتضم أسقفية القدس الأنجليكانية كل من فلسطين وإسرائيل والأردن وسوريا ولبنان وسائر المنطقة.

## أوسمة
- فارس القبر المقدس من وسام نجمة بيت لحم، من البطريركية الأرثوذكسية في القدس.[4]
- وسام الكوكب الأردني من الدرجة الثانية، من الملك الأردني الحسين بن طلال.[4]
- وسام القديس يوحنا.[4]

## وفاته
توفي المطران سمير قفعيتي في 21 أغسطس 2015 في سان دييغو في ولاية كاليفورنيا بالولايات المتحدة الأمريكية، ونعى رئيس دولة فلسطين محمود عباس المطران قفعيتي، قائلًا" "إن المطران قفعيتي انتقلت روحه إلى الأمجاد السماوية بعد حياة حافلة بالعمل المخلص والعطاء الموصول في خدمة قضايا العدل والسلام".